# Старобухарово
Ста́робуха́рово (рос. Старобухарово) — село у складі Нижньосергинського району Свердловської області. Входить до складу Кленовського сільського оселення.
Населення — 283 особи (2010, 353 у 2002).
Національний склад станом на 2002 рік: марійці — 88 %.